# Cementiri d'elefants
D'acord al mite popular, el cementiri d'elefants és un lloc on es creu que hi van a passar els seus últims dies els elefants moribunds. Llocs d'aquesta mena es van buscar afanyosament a l'Àfrica durant el segle xix per l'ingent ivori que suposadament s'hi hauria de trobar.
D'acord amb la hipòtesi plantejada pel polèmic autor Rupert Sheldrake, part del mite és veritat. La llegenda va sorgir a partir del fet que els esquelets d'elefants es troben freqüentment en grups, prop de fonts d'aigua. D'acord amb Sheldrake, els elefants amb algun tipus de desnutrició busquen instintivament aquest tipus de fonts aquoses, amb l'esperança que el líquid els permeti millorar les seves condicions. Aquells animals que no aconsegueixen millorar la seva condició, mostren nivells cada vegada més baixos de sucre a la sang, i acaben morint quan encara es troben en les proximitats de l'aigua (i de les ossades d'altres elefants).

## Cultura popular
En la pel·lícula de Disney The Lion King es pot veure una escena localitzada a un important cementiri d'elefants.